# Gnophos senicaria
Gnophos senicaria là một loài bướm đêm trong họ Geometridae.